# Alpinia galanga

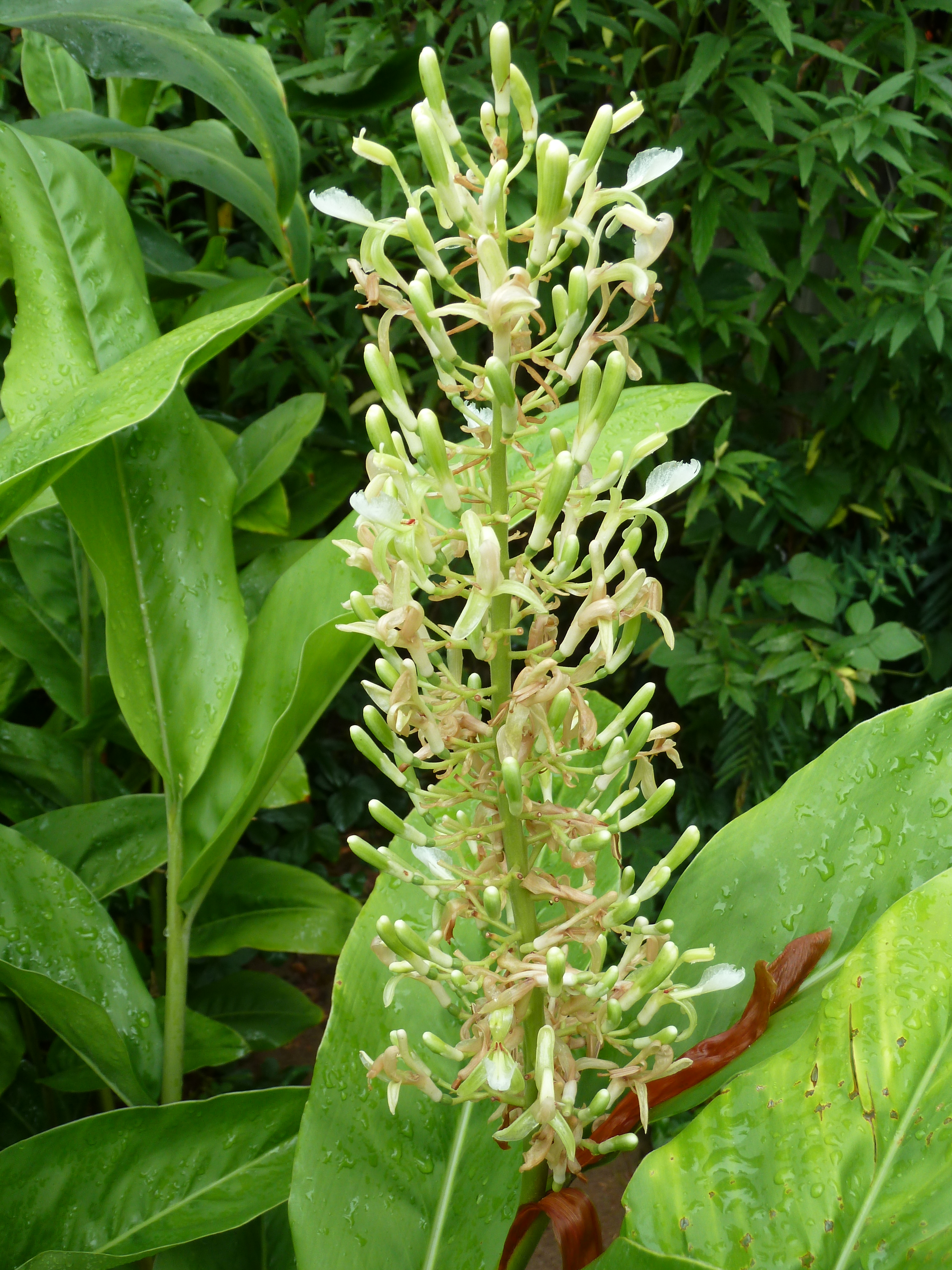
Inflorescencia

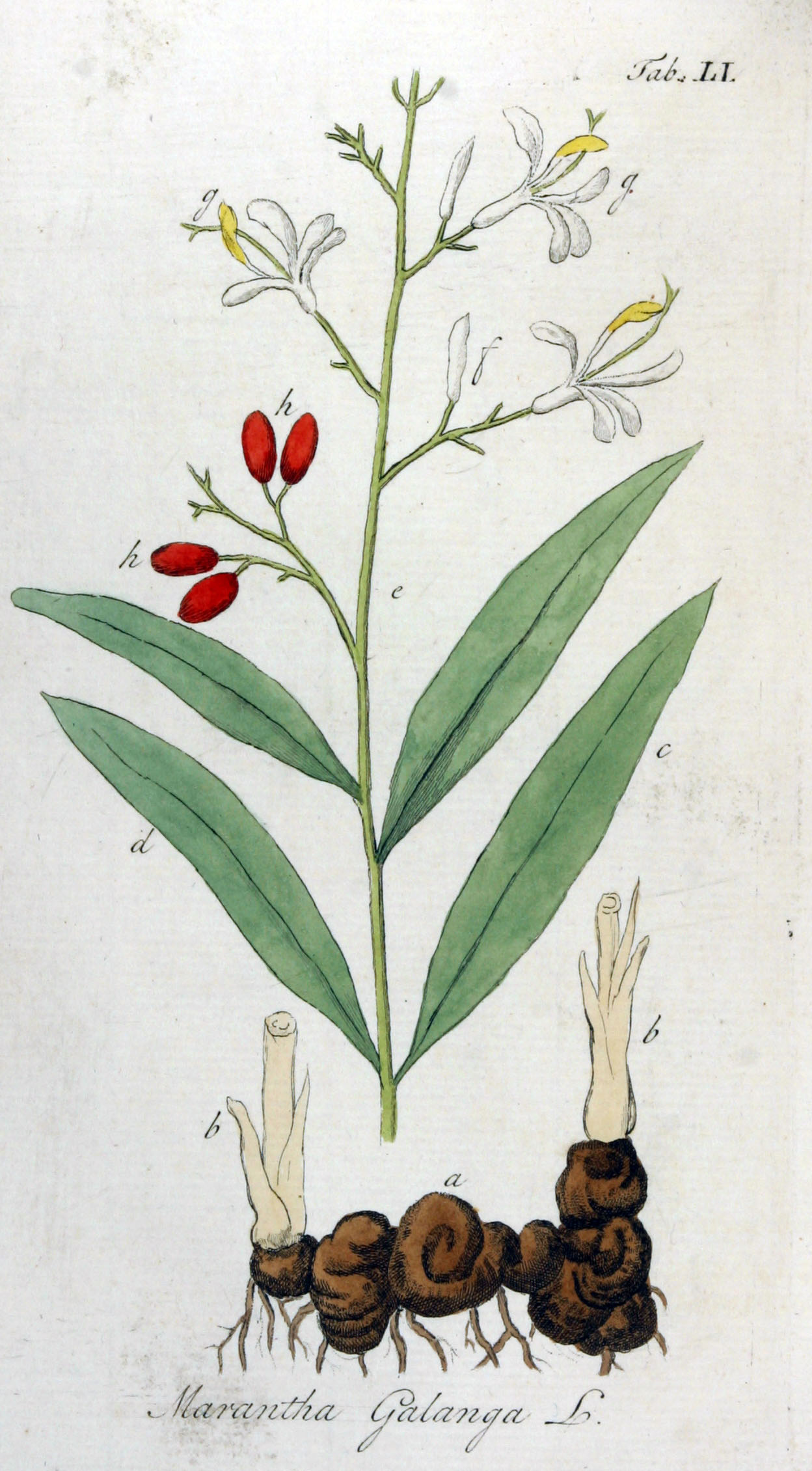
Alpinia galanga.

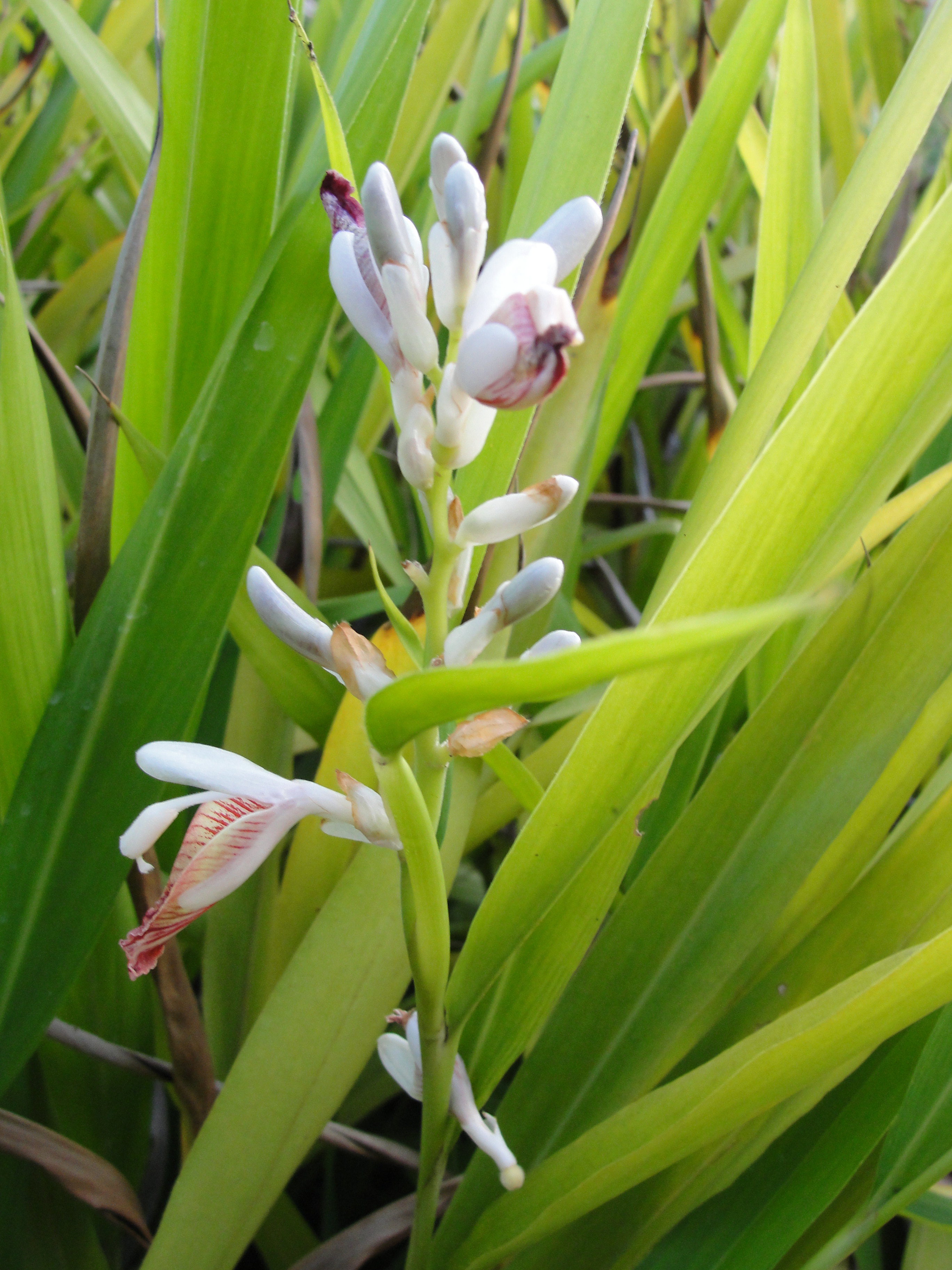
Flor

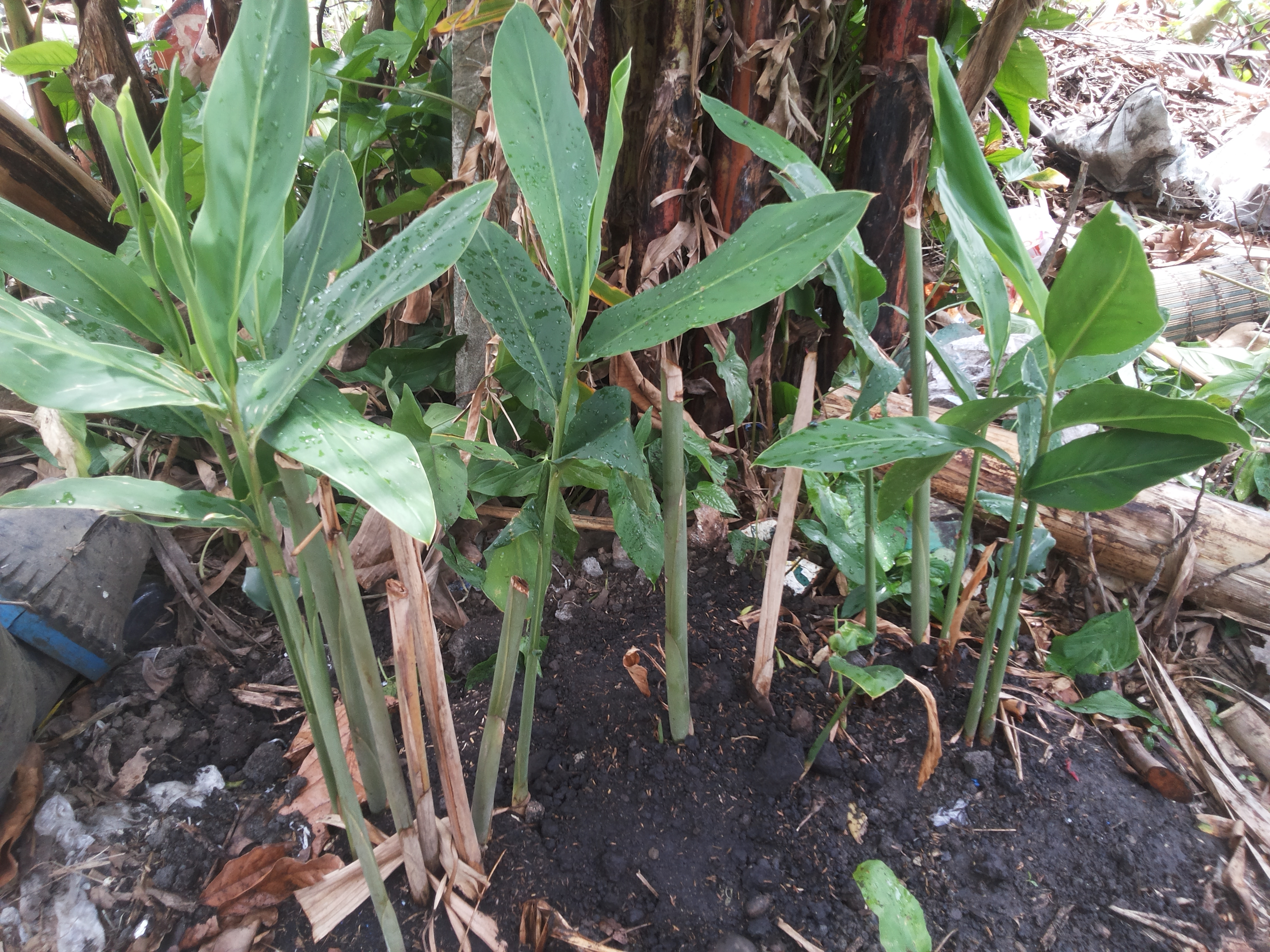
Vista de la planta

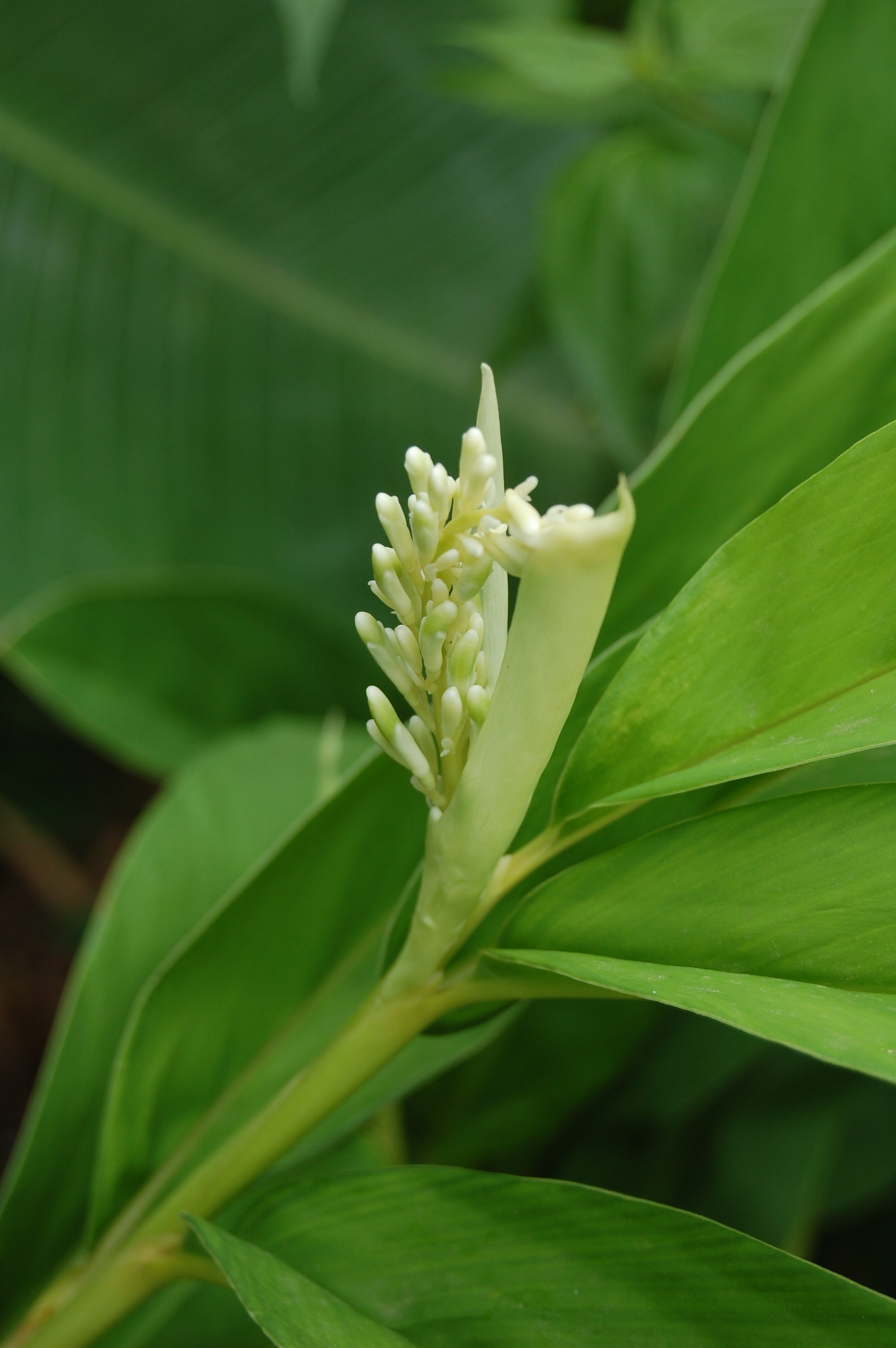
Detalle de la planta

La galanga mayor o galanga verdadera de la India (Alpinia galanga (L.) Willd.) es una especie fanerógama perteneciente a la familia Zingiberaceae.

## Descripción
Es una planta herbácea perennifolia crece desde un rizoma (llamado Laos o Jengibre azul) y alcanza los 1,2 metros de altura con abundantes y grandes hoja] y frutos rojos. Las hojas miden 30 cm de largo con nervios longitudinales y paralelos, son cartagilanosas, alternas, lanceoladas, enteras y agudamente acuminadas. Las flores aparecen en una inflorescencia en forma de panículo terminal de unos 20-30 cm de largo. El fruto es una cápsula globular y ovoide con tres valvas.

## Distribución geográfica
Es nativo del sur de Asia y de Indonesia. También es cultivado en Malasia, Laos, y Tailandia. Se encuentra desde el sur de China hasta Malasia y ampliamente cultivada en el mundo.

## Historia
En los países de origen se utilizan como condimento en lugar de canela, clavo, pimienta o jengibre. La raíz de galanga se conoce en Europa desde hace más de mil años, ya que parece que fue introducida por los médicos griegos y árabes, aunque la planta no se identificó botánicamente hasta el año 1870. Su uso se sumió en el olvido durante siglos, excepto en Rusia y los países bálticos, en los cuales se ha empleado tradicionalmente como especia. John Gerard dice en General History of Plants (1633): "Sus raíces son calientes y secas en el tercer grado. Fortalecen el estómago, mitigan los dolores producidos por el frío y las flatulencias. Estimulan el apetito venéreo, y calientan los riñones enfriados. Para concluir, es buena para las enfermedades frías". En las oficinas de farmacia, el nombre de galanga designa las raíces de diversas especies de esta planta, las cuales proporcionan un extracto mucilaginoso y aromático. Existen dos especies oficinales de galanga: la mayor, originaria de la isla de Java A.galanga y la menor originaria de China A.officinarum.

## Propiedades
- En el aceite esencial (0,5-1%) se encuentran cineol, metil cinamato, alfa pineno, eugenol, alcoholes sesquiterpénicos, y flavonas, presentes también en la resina.[2]
- Contiene flavonoides, principalmente en la resina, con sustancias como galangol (que le confiere su sabor picante); compuestos insolubles en agua y poco solubles en alcohol como: kaempférido (3-dioxi-metoxi-flavona), galangina[3] y alpinina. Además contiene resina (0,2%), almidón (20-25%), taninos (0,6%), flobafeno (1,2%), azúcares y rojo de galanga.

### Usos tradicionales
Tradicionalmente, es usada para el sistema digestivo, como carminativo, estomacal aromático y estimulante digestivo en caso de fermentación digestiva excesiva, diarrea, dolores de estómago, úlcera gastroduodenal y flatulencias. Mejora numerosos problemas digestivos ocasionados por déficit de función y disminuye las náuseas, el vómito, e incluso los mareos del viajero. Asimismo se emplea por vía tópica sobre los músculos doloridos o contusionados y sobre los dientes cariados, para aliviar el dolor. En este último caso se masca un rizoma provocando que la saliva se extienda sobre la muela afectada y luego se expulsa al exterior.

### Conocimiento actual
Actualmente, se ha documentado que Alpinia galanga contiene en los rizomas sustancias de posible riesgo para la salud humana cuando son utilizadas en alimentos o complementos alimenticios, por la presencia en el aceite esencial de fenilpropanoides.

## Taxonomía
Alpinia galanga fue descrita por (L.) Willd. y publicado en Species Plantarum. Editio quarta 1(1): 12. 1797.
Etimología
Alpinia: nombre genérico que fue otorgado en honor del botánico italiano Prospero Alpini.
galanga: epíteto que al parecer deriva de la adaptación del chino gâoliángjiâng, que a su vez proviene del vocablo árabe: khanlanjan, que significa "gengibre suave".
Sinonimia
- Maranta galanga L. (1762). basónimojiáng
- Amomum galanga (L.) Lour. (1790).
- Zingiber galanga (L.) Stokes (1812).
- Languas galanga (L.) Stuntz (1912).
- Galanga major Garsault (1764), opus utique oppr.
- Languas vulgare J.König in A.J.Retzius (1783).
- Zingiber sylvestre Gaertn. (1788).
- Amomum medium Lour. (1790).
- Heritiera alba Retz. (1791).
- Hellenia alba (Retz.) Willd. (1797).
- Alpinia alba (Retz.) Roscoe (1807).
- Galanga officinalis Salisb. (1812).
- Zingiber medium Stokes (1812).
- Alpinia pyramidata Blume (1827).
- Alpinia carnea Griff. (1851).
- Alpinia viridiflora Griff. (1851).
- Alpinia rheedei Wight (1853).
- Alpinia bifida Warb. (1891).
- Languas pyramidata (Blume) Merr. (1923).[6]